# Bothriophryne ceroplastae
Bothriophryne ceroplastae är en stekelart som beskrevs av Compere 1937. Bothriophryne ceroplastae ingår i släktet Bothriophryne och familjen sköldlussteklar.
Artens utbredningsområde är:
- Kongo.
- Uganda.

Inga underarter finns listade.